# Magnolia neillii
Magnolia neillii es una especie de árbol perteneciente a la familia Magnoliaceae. Es un endemismo de Ecuador.  Su hábitat natural son los bosques húmedos de tierras bajas subtropicales o tropicales. 

## Descripción
Es un árbol endémico de Ecuador. Recientemente descrito y conocido hasta ahora en sólo dos lugares. Uno de ellos en el interior de la Reserva Ecológica Cayambe-Coca y el otro en la reserva privada de Jatun Sacha. Considerado como Vulnerable hasta que los registros  encuentren otras nuevas. No hay ejemplares de esta especie en los museos ecuatorianos. Aparte de la destrucción del hábitat, hay amenazas específicas no conocidas.

## Taxonomía
Magnolia neillii fue descrita por (Lozano) Govaerts y publicado en World Checklist and Bibliography of Magnoliaceae 71. 1996.
Sinonimia
- Talauma neillii Lozano basónimo[3]